# Shir habatlanim
Chansons représentant Israël au Concours Eurovision de la chanson
Yavoh yom
(1986) Ben adam
(1988)
Shir habatlanim (hébreu : שיר הבטלנים, en français La Chanson des Fainéants) est la chanson représentant Israël au Concours Eurovision de la chanson 1987. Elle est interprétée par le duo comique Lazy Bums.

## Eurovision
La finale de la sélection nationale a lieu le 1er avril 1987 entre seize chansons lors d'une émission de télévision à Tel Aviv. Le vote est serré, avec quelques points séparant les quatre meilleures chansons. Cependant, à la grande surprise, c'est la nouvelle chanson du duo Natan Datner et Avi Kushnir, Shir habatlanim, une ode aux vertus d'une vie décontractée, dans des tenues inspirées des Blues Brothers, écrite par le producteur de cinéma et de théâtre Zohar Laskov, qui a treize points d'avance. En l'apprenant, Yitzhak Navon, ministre de l'Éducation et de la Culture, aurait menacé de démissionner si on confirme le voyage des satiristes vers Bruxelles, des groupes juifs se sont opposés à la désinvolture.
Avec l'arrangeur Kobi Oshrat, ils retravaillent la chanson et la mise en scène en peaufinant les références à Everybody Needs Somebody to Love par les Blues Brothers.
La chanson est la deuxième de la soirée, suivant Mitt liv interprétée par Kate pour la Norvège et précédant Nur noch Gefühl interprétée par Gary Lux pour l'Autriche.
Les chanteurs conservent les costumes et les lunettes noires et dansent de façon coordonnée. Oshrat, qui dirige l'orchestre, fait semblant de mettre une paire de lunettes de soleil (comme celles portées par les Bums) avant de diriger les musiciens.
À la fin des votes, elle obtient 73 points et finit à la huitième place sur vingt-deux participants.

### Points attribués à Israël
| 12 points           | 10 points             | 8 points             | 7 points   | 6 points   |
| ------------------- | --------------------- | -------------------- | ---------- | ---------- |
|                     | - France - Portugal   | - Allemagne - Suisse | - Finlande | - Belgique |
| 5 points            | 4 points              | 3 points             | 2 points   | 1 point    |
| - Irlande - Islande | - Royaume-Uni - Suède | - Pays-Bas           | - Norvège  | - Autriche |

## Après l'Eurovision
La chanson a un succès, principalement parmi les jeunes qui ont apprécié leur présentation de style burlesque, en particulier en Islande, où le duo tourne et joue en direct et dans des émissions de télévision. Une version anglaise de la chanson est enregistrée.
En Israël, elle est aussitôt détournée par des chansonniers.
En 1988, le directeur de la maison de disques suédois et ancien homme politique Bert Karlsson enregistre une reprise en suédois Hoppa Hulle.
En 1996, la chanteuse brésilienne Xuxa enregistre une chanson en portugais pour l'album Tô de Bem com a Vida.
En 2020, on annonce le projet d'une chanson encourageant une équipe de football des îles Féroé basée sur la mélodie de la chanson des Lazy Bums.